# Казанцев, Михаил Васильевич (депутат)
Михаил Васильевич Казанцев — советский хозяйственный, государственный и политический деятель. Член КПСС с 1941 года. Участник Великой Отечественной войны.

## Биография
Родился в 1913 году в деревне Мокшино. 
С 1929 года — на хозяйственной, общественной и политической работе. В 1929—1978 гг. — кладовщик в совхозе, председатель Мокшинского сельского Совета,  начальник хранилища, отдела боеприпасов полевого армейского артиллерийского склада № 1431, управляющий фермой, секретарь парторганизации совхоза №42, председатель колхоза им. Розы Люксембург Центрально-Любинского сельсовета Любинского района Омской области.
Избирался депутатом Верховного Совета СССР 5-го созыва.
Умер в Мокшине в 1991 году.